# Basilicata coast to coast
(Nicola Palmieri, interpretato da Rocco Papaleo)
Basilicata coast to coast è un film del 2010 diretto da Rocco Papaleo. 
Il film rappresenta il debutto alla regia di Papaleo e di Max Gazzè come attore, il quale è anche l'interprete del brano musicale Mentre dormi, presente nella colonna sonora. È il primo film italiano distribuito dalla Eagle Pictures.
Ha ispirato un remake sudcoreano nel 2017.

## Trama
Nicola Palmieri insegna matematica, con sempre meno voglia, in un liceo artistico ma coltiva il sogno della musica, essendo il frontman di una piccola band che ha fondato a Maratea con alcuni amici: il chitarrista Salvatore Chiarelli, studente di medicina che ha dimenticato di laurearsi e di innamorarsi; il contrabbassista Franco Cardillo, falegname svogliato con l'hobby della pesca che non parla più dalla morte della donna amata; il percussionista Rocco Santamaria, cugino di Salvatore e personaggio televisivo di grande successo con le donne, ma ormai in declino e senza lavoro da due anni.
I quattro decidono di partecipare al festival nazionale del teatro-canzone di Scanzano Jonico, dandosi il nome alternativo di Le Pale Eoliche. Per andare da Maratea a Scanzano Jonico devono attraversare la Basilicata dalla costa tirrenica alla costa ionica, poco più di un centinaio di chilometri che con la strada statale 653 della Valle del Sinni si percorrono in un'ora e mezza. È a questo punto che Nicola propone di partire dieci giorni prima e raggiungere la loro destinazione a piedi, cercando nel cammino di ridare alla loro vita un senso che è stato perso.
Intraprendono un viaggio picaresco, ripreso da una televisione parrocchiale e accompagnati da una giornalista svogliata di nome Tropea Limongi, figlia di un noto politico locale, che ne documenta il viaggio. In questo lungo tragitto seguono strade alternative e, accompagnati da un carretto trainato da un cavallo bianco per trasportare viveri, strumenti e due tende da campo, provano le canzoni per il festival esibendosi in concertini occasionali nei paesini che incontrano lungo il percorso.
Purtroppo il gruppo arriva a Scanzano quando ormai il festival è già finito, e canta la propria canzone senza pubblico - eccezion fatta per Lucia, la moglie di Nicola – e sotto la pioggia, ma i benefici del viaggio rimarranno: Salvatore troverà la voglia di terminare i suoi studi in medicina; Rocco abbandonerà i suoi sogni di gloria per trovare un nuovo lavoro; Franco tornerà a parlare e scoprirà un sentimento nuovo per Tropea; Nicola, infine, porterà finalmente a termine un progetto iniziato, dimostrando a sua moglie di essere una persona decisa.

## Produzione
Il film è stato principalmente girato nei territori di Maratea, Tramutola, Aliano, Trecchina, Scanzano Jonico, Lauria, Craco e lago di Pietra del Pertusillo. La produzione esecutiva è stata affidata dalla Regione Basilicata che ha finanziato il progetto filmico per la promozione dell'immagine della Basilicata, essendo l'ente assegnatario di 350000 € del Fondo Europeo per lo Sviluppo Regionale nell'ambito del Programma Operativo 2007–2013, a Paco Cinematografica (Isabella Cocuzza e Arturo Paglia), Eagle Pictures e Ipotesi Cinema.

## Accoglienza

### Incassi
Alla sua uscita nelle sale italiane il 9 aprile 2010, si è piazzato al sesto posto del botteghino e nel primo fine settimana ha guadagnato circa 600 000 euro. Gli incassi del film ammontano a 3 400 000 euro.

### Critica
Il film ha riscosso perlopiù pareri positivi tra i critici. La Rivista del cinematografo lo ha definito «una commedia musicale e insieme un road-movie che ha il sapore dell'happening perché sembra davvero "farsi" davanti ai nostri occhi, secondo le traiettorie del caso e le regole dell'improvvisazione», apprezzando «una leggerezza di spirito che ti conquista, senza strafare, ammaliare, prendere scorciatoie».
Il manifesto lo ha definito «Un'idea bella e commovente»; Il Messaggero «Non esplosivo ma dolce»; L'Unità «ben recitato, ben girato e pieno di magnifiche musiche» oltreché «struggente, randagio, emozionante»; Corriere della Sera «Film vitale, simpatico, con qualcosa di prolisso e didascalico, ma pieno di una genuina voglia di cinema e racconto»; La Stampa «un piccolo film che trova con spontaneità una sua intonata forma artistica». Alcune critiche negative non sono mancate come quella de Il Giornale «Bislacca, fragile e tutto sommato noiosa commediola on the road dell'esordiente Rocco Papaleo. Una sconclusionata sciocchezzuola a passo di lumaca, che fa faticosamente sorridere nell'imbarazzante mancanza d'umorismo».
Il film è stato distribuito anche in Francia il 14 agosto 2013, ottenendo buoni giudizi dalla critica. Le Monde lo ha definito «un film semplice nella sua fattura, che unisce la dolcezza all'amarezza con una fantasia affascinante, senza mai mancare un profumo di autenticità». La rivista cinematografica Positif l'ha definito «un road movie confusionario e piacevole allo stesso tempo». Altre riviste del settore come Studio Ciné Live e Les Fiches du Cinéma lo hanno giudicato, rispettivamente, «una bella fuga all'italiana, di una semplicità accattivante» e «una bella riuscita».

## Colonna sonora

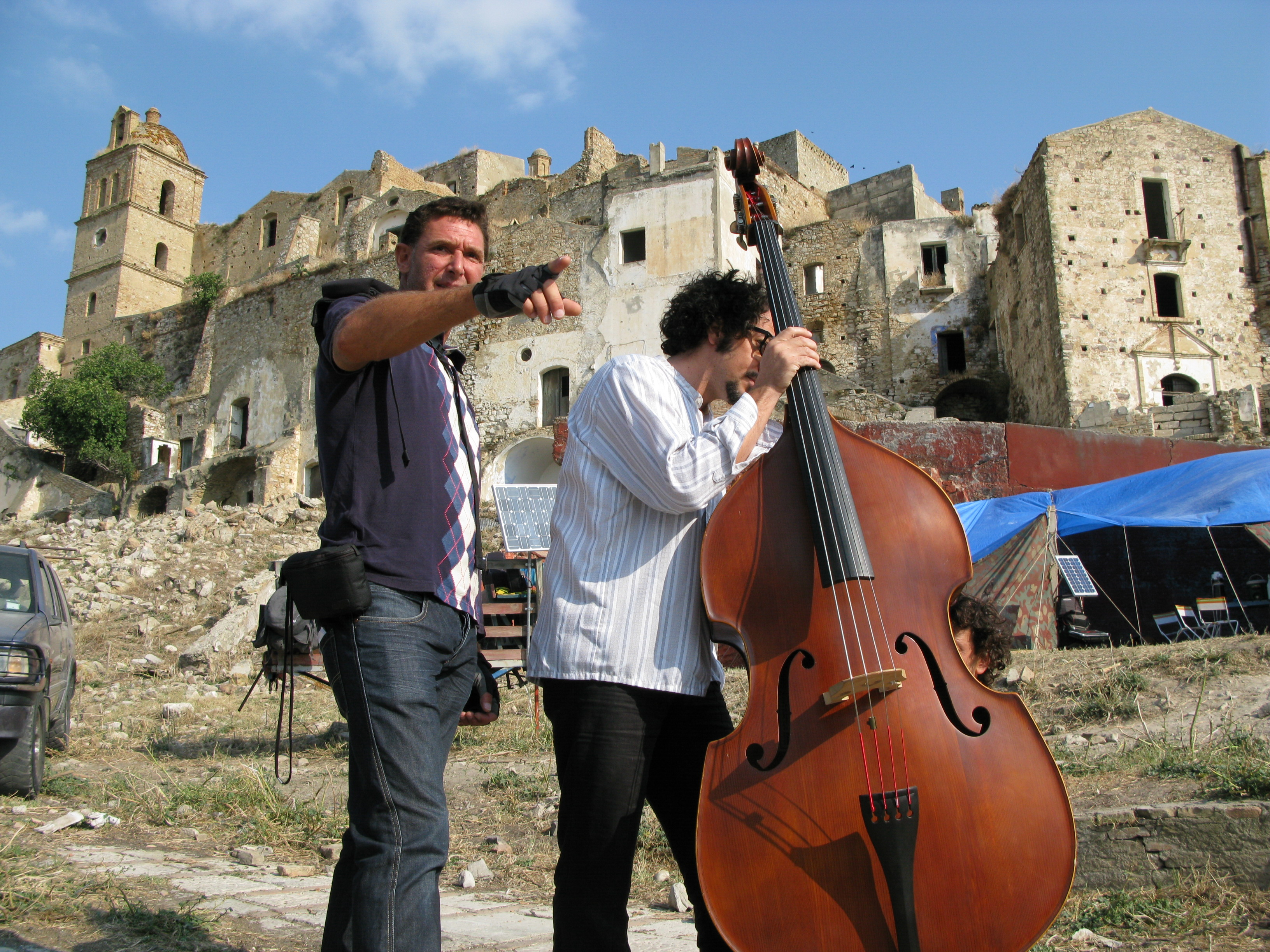
Fabio Olmi e Max Gazzè durante le riprese del film a Craco

Colonna sonora, arrangiamenti e pianoforte di Rita Marcotulli, eccetto dove specificato.
1. Monkey Business
2. L'Americano
3. Pane e olio
4. Pane e Frittata
5. Maria Teresa
6. Il Calore
7. Alba/Tramonto
8. Basilicata on my mind
9. Mentre dormi (Max Gazzè)

## Riconoscimenti
- 2010 – Ciak d'oro
  - Miglior colonna sonora a Rocco Papaleo, Max Gazzè e Rita Marcotulli[13]
- 2010 – Globo d'oro[14]
  - Migliore opera prima
- 2010 – Nastro d'argento[15]
  - Regista esordiente a Rocco Papaleo
  - Colonna sonora a Rita Marcotulli
- 2010 - Bobbio Film Festival
  - Premio Migliore Attore (premio collettivo) a Rocco Papaleo, Paolo Briguglia, Max Gazzè e Alessandro Gassmann
- 2011 – David di Donatello[16]
  - Miglior regista esordiente a Rocco Papaleo
  - Miglior musicista a Rocco Papaleo e Rita Marcotulli
  - Miglior canzone originale per Mentre dormi